# Svetlana Igumenova
Svetlana Jur'evna Igumenova (in russo Светлана Юрьевна Игуменова?; Voronež, 23 marzo 1988) è una taekwondoka russa.

## Palmarès
- Mondiali

Cheliábinsk 2015: bronzo nei 49 kg.
- Europei

Baku 2014: bronzo nei 49 kg.